# Franca Bartolomei
Franca Bartolomei (Roma, 1922 – Roma, 26 aprile 2006) è stata una ballerina e coreografa italiana.
Appartenente alla famiglia Bartolomei di Sassocorvaro era la nipote del Beato Mons. Domenico Bartolomei (fratello del padre) e cognata dell'attore e doppiatore Renato Turi.

## Biografia
È stata ballerina solista al Teatro dell'Opera di Roma fin dall'età di 13 anni e nella sua carriera è stata ballerina e coreografa in molti enti lirici italiani e stranieri.
È stata prima ballerina del Teatro dell'Opera di Roma, del Teatro San Carlo di Napoli, del Teatro Bellini di Catania e del Teatro Massimo di Palermo.
Nel 1960 ha fondato la Compagnia Balletto di Roma insieme a Walter Zappolini (Direttore della Scuola di Ballo del Teatro dell'Opera di Roma) e ne è stata direttrice artistica fino alla morte, ancora oggi considerata una tra le maggiori compagnie italiane.
Fra i suoi lavori più importanti vanno ricordati: Lettere di una monaca portoghese, con musiche di Valentino Bucchi nel 1972 ed Essai nel 1973.
Nella sua carriera ha collaborato con George Balanchine del Gran Teatro di Ginevra, con Carla Fracci in molte produzioni, con Roberto Rossellini, con il quale ha creato le coreografie per il film Giovanna d'Arco al rogo.
Tra gli anni 70 e 80 ha curato le coreografie per i film di Franco Zeffirelli.
Insieme a Pippo Baudo, ha curato le coreografie per la trasmissione TV Fantastico.
Nel 1975 ha ricevuto il Premio Positano Léonide Massine per le coreografie.
Il Ministero della Pubblica Istruzione le ha conferito il titolo di "Professoressa di Danza" per aver svolto didattica di alto valore artistico.
L'11 agosto del 2006 la Città di Rieti ha istituito il Premio "Franca Bartolomei", riconoscimento Internazionale della danza consegnato a personaggi di grande valore artistico e tecnico che si sono distinti nel campo interpretativo, coreografico, nell'insegnamento e nella divulgazione della cultura artistica e più nello specifico della danza, il premio è stato consegnato a Carla Fracci, Franca Bartolomei, Walter Zappolini, Monica Perego, Roberto Fascilla, Hektor Budlla, Anton Ploom, Leart Duraku, Giorgia Gabriele.